# Nicolas de Condorcet
Pour les articles homonymes, voir Condorcet.
Marie Jean Antoine Nicolas de Caritat, marquis de Condorcet, dit Condorcet, né le 17 septembre 1743 à Ribemont et mort le 29 mars 1794 à Bourg de l'Égalité, est un scientifique, mathématicien, philosophe, homme politique et éditeur français. Il est l'une des grandes figures intellectuelles du mouvement des Lumières.
Il est célèbre pour ses travaux pionniers en statistique et en probabilités, pour son analyse des modes de scrutin, le vote Condorcet, « théorème du jury » et le paradoxe de Condorcet, ainsi que pour ses écrits philosophiques et son action politique, notamment contre l'esclavage et pour l'égalité des sexes, tant avant la Révolution que sous celle-ci. Siégeant parmi les girondins, il propose la refondation du système éducatif au profit du peuple, dont les femmes en tant que base de la démocratie, ainsi que celle du droit pénal.
La Convention nationale ordonne son arrestation en 1793. Après s'être caché pendant neuf mois à Paris, il tente de fuir, est arrêté et placé dans une cellule  de la prison de Bourg Égalité (Bourg-la-Reine) ; il y est retrouvé mort le surlendemain. Les causes de sa mort ne sont pas élucidées.

## Biographie

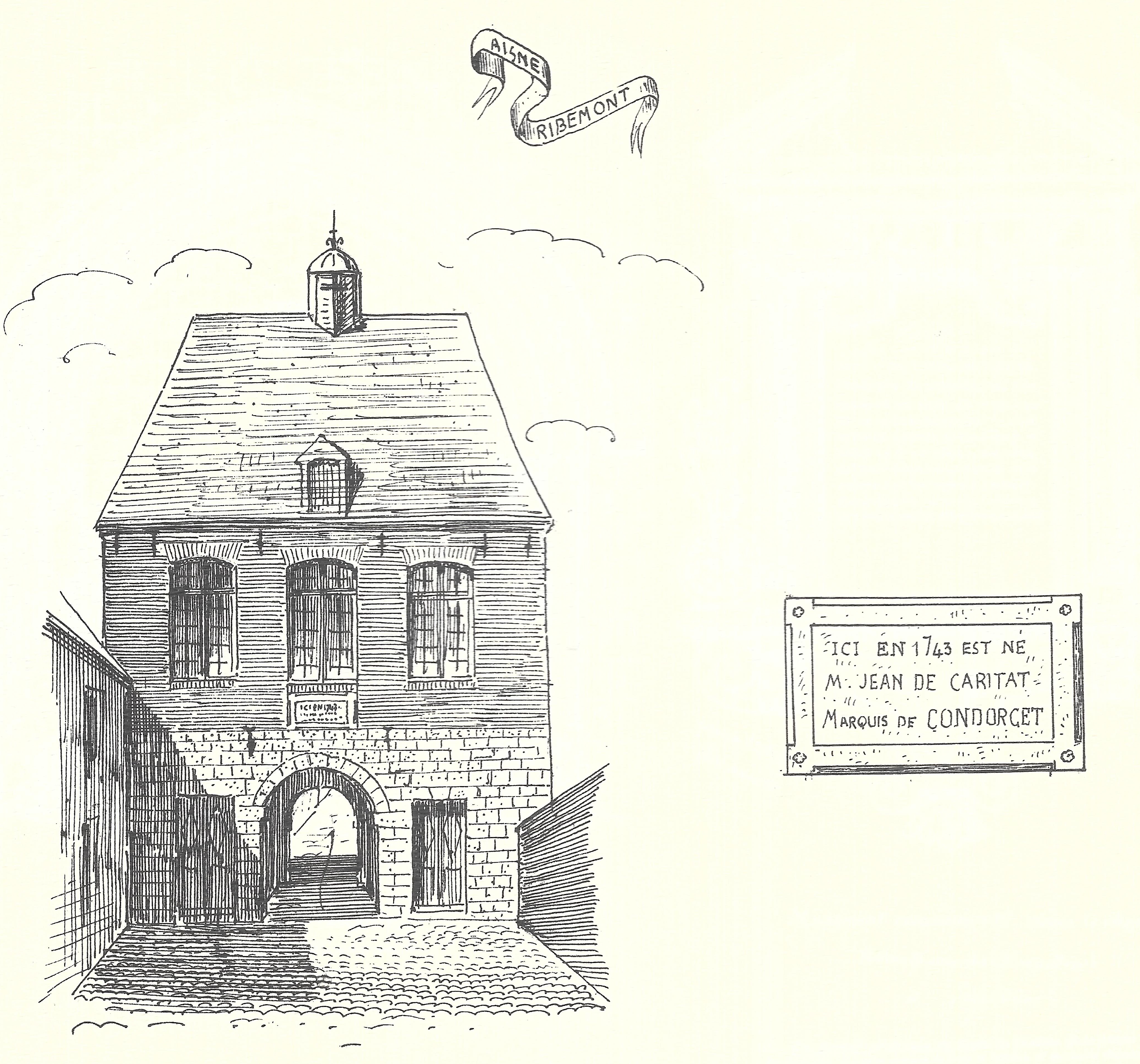
Maison natale de Condorcet vers 1875.
Dessin de Joachim Malézieux (1851-1906).

### Origines familiales et formation
Marie Jean Antoine Nicolas de Caritat de Condorcet est issu d'une branche de la famille de Caritat dont les membres tiennent leur titre de la possession (depuis 1552) de la seigneurie de Condorcet, alors dans la province du Dauphiné (aujourd'hui dans la Drôme). Les Caritat ont reçu le titre de comte en 980.
Il est le fils d'Antoine de Caritat de Condorcet, originaire du Dauphiné, officier du régiment de Barbançon, en garnison à Ribemont, qui meurt le 22 octobre 1743 au cours de manœuvres d'entrainement en Alsace, alors que son fils a un peu plus d'un mois.
Sa mère, Marie Madeleine Catherine Gaudry, très dévote, voue son fils à la Vierge Marie et l'habille en robe jusqu'à ses 9 ans, âge auquel elle confie son éducation à un précepteur jésuite.
Sur l'intervention de son oncle paternel l'évêque Jacques-Marie de Caritat de Condorcet (1703-1783), Condorcet est envoyé à 11 ans au collège des Jésuites de Reims, puis à 15 ans au collège de Navarre à Paris. Il conserve toute sa vie des souvenirs douloureux du système d'éducation des Jésuites, pourtant réputé, auquel il reproche notamment ses brutalités et ses méthodes humiliantes.
Condorcet se distingue par des capacités intellectuelles remarquables.

### Le mathématicien
À l'âge de 13 ans, il reçoit un prix de seconde.
En 1757, il obtient son émancipation. Son oncle est choisi comme curateur.
À l'âge de 16 ans, ses capacités d’analyse sont remarquées par d'Alembert et Clairaut. C'est à cet âge qu'il soutient sa thèse de mathématiques.
Il refuse la carrière militaire à laquelle sa famille le destine pour se consacrer à celle de mathématicien. Bientôt, il devient l’élève, l'ami et finalement le légataire universel de d’Alembert (1717-1783).

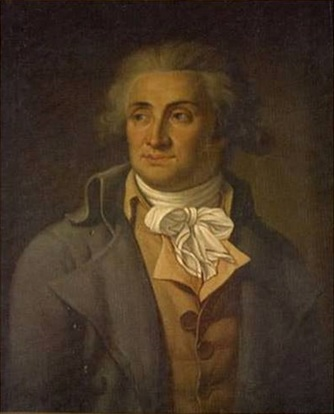
Anonyme, Le Marquis de Condorcet, localisation inconnue.

De 1765 à 1774, il se concentre plus particulièrement sur les sciences.
En 1765, il publie son premier travail de mathématiques, intitulé Du calcul intégral, qui reçoit un rapport enthousiaste de d'Alembert et de Bézout.
Dès 1767-1769, il écrit ses premiers articles en arithmétique politique et en calcul des probabilités, défrichant ainsi la nouvelle discipline statistique. Condorcet est influencé par les savants des Lumières de l'Italie du Nord et par leurs essais de formalisation du réel (Cesare Beccaria, les Pietro et Alessandro Verri, Paolo Frisi, etc.). Il envisage ainsi des calculs en matière de jurisprudence (voir le texte inachevé « Sur les lois criminelles en France »). En 1784, Condorcet développe une théorie d'ensemble de l'arithmétique politique.
Le 25 février 1769, soutenu par d'Alembert, il est élu à l’Académie royale des sciences comme adjoint puis associé (1770) .
C'est par d'Alembert qu'il est introduit parmi les amis de Julie de Lespinasse, dont le salon est fréquenté par les intellectuels et encyclopédistes du moment, l'historien Jean-François Marmontel, André Morellet, le  Chevalier de Chastellux, Condillac, Turgot…
L'amitié avec ce dernier date de ces années-là (au plus tard 1770). Cette même année, à l'occasion d'un voyage à Ferney, il noue une amitié durable avec Voltaire.
En 1772, il publie de nouveaux travaux sur le calcul intégral, unanimement acclamés.
À l'Académie des Sciences, il s'attache à la rédaction des éloges des académiciens, travail qui devient sa tâche officielle lorsqu'il y est élu pensionnaire, adjoint au Secrétaire perpétuel en 1773.

### Sous le ministère de Turgot (1774-1776)

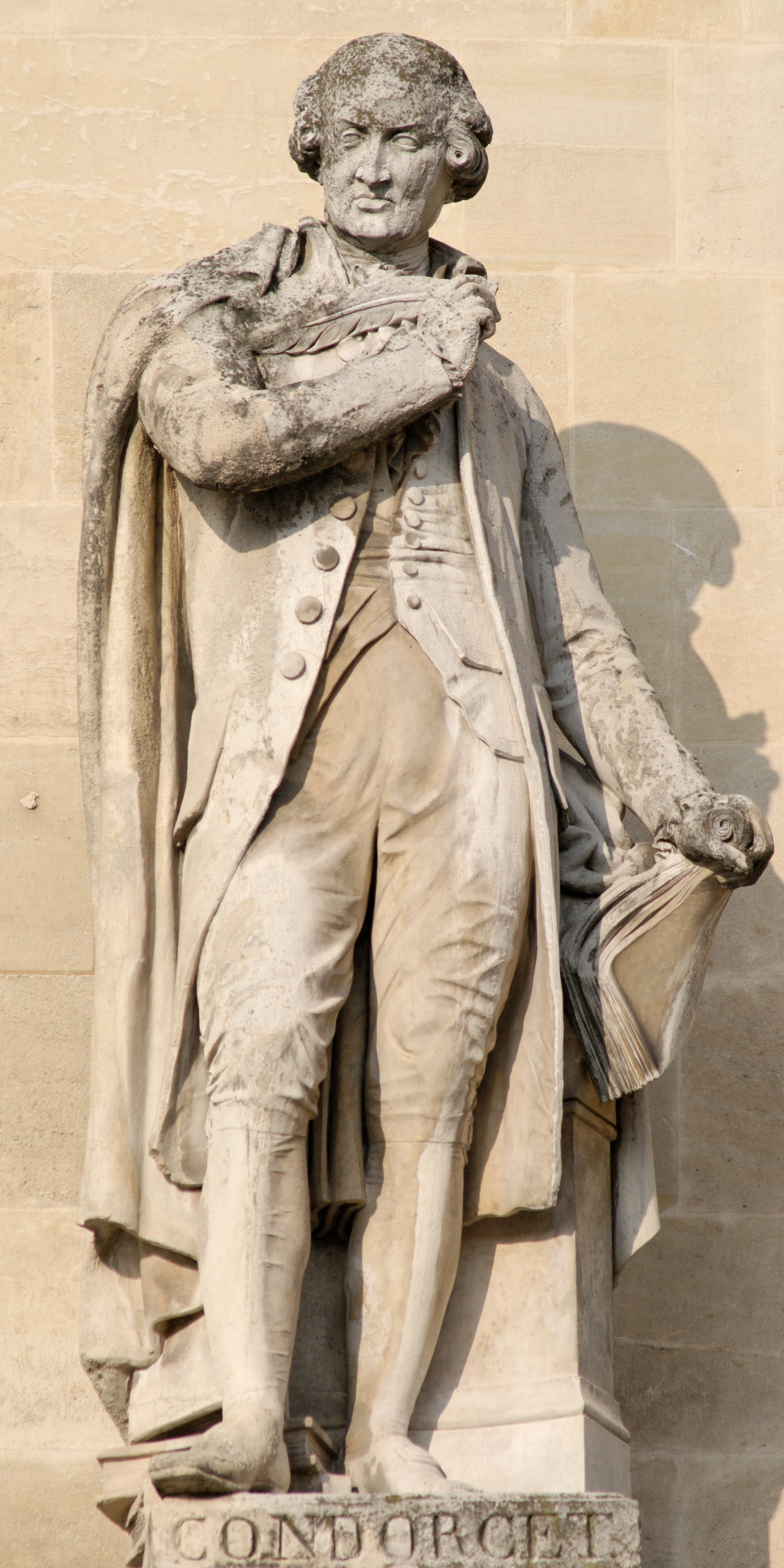
Pierre Loison, Condorcet (vers 1853). Première statue du pavillon Colbert au pavillon Sully, cour Napoléon, palais du Louvre à Paris.

C'est à partir de 1774 que Condorcet s'engage autant dans la philosophie et la politique que dans les mathématiques.
À la mort de Louis XV et à l'avènement de Louis XVI, son ami Anne Robert Jacques Turgot, intendant du Limousin et économiste de l'école physiocrate, est inclus dans le ministère de Maurepas, d'abord comme ministre de la Marine, puis comme contrôleur général des Finances. Il prend Condorcet auprès de lui comme conseiller technique et scientifique.
Il soutient les réformes entreprises par Turgot au contrôle général des finances. L'objectif de Turgot est de diminuer, voire de mettre fin, au déficit budgétaire chronique. Il prend des mesures de restriction et de contrôle des dépenses, qui ont une certaine efficacité. Il promeut aussi plusieurs réformes importantes : liberté du commerce des céréales (1774), suppression de la corvée royale et suppression des corporations (1776). Condorcet écrit essentiellement des pamphlets : Lettre d'un cultivateur de Picardie à M. Necker, auteur prohibitif (1774), dans laquelle il attaque Jacques Necker et son colbertisme, suivi de Réflexions sur le commerce des blés (écrit en 1775 et publié en 1776) et Réflexions sur les Corvées (1775).
En 1775, Turgot le nomme inspecteur général de la Monnaie. Condorcet s'installe à Paris à l'hôtel de la Monnaie, où sa mère et son oncle maternel Claude Nicolas Gaudry le rejoignent.
En 1776, Turgot est démis de son poste de contrôleur général. Condorcet choisit alors de démissionner de son poste d’inspecteur général de la Monnaie ; sa démission est refusée. Il reste en poste jusqu’en 1790.

### Philosophe engagé (1776-1789)
Les années suivantes, tout en continuant ses travaux scientifiques et techniques, il prend la défense des droits de l'homme et soutient les droits des minorités, dont ceux des femmes, des Juifs et des Noirs. Il s'engage dans la défense contre les injustices et soutient les idées novatrices venues des États-Unis tout juste indépendants. Il propose en France des projets de réformes politiques, administratives et économiques.
Cette période voit aussi la disparition d'êtres chers (Julie de Lespinasse en 1776, sa mère en 1778, Voltaire en 1778, Turgot en 1782, son oncle et d'Alembert en 1783 dont il devient l'exécuteur testamentaire). Il rend hommage à ses trois amis Turgot, Voltaire et d'Alembert dans deux biographies et un éloge (Éloge de D'Alembert (1784) - Vie de Turgot (1786) - Vie de Voltaire (1789)) dans lesquelles il expose et commente leurs idées politiques et philosophiques.
En 1776, il est élu Secrétaire perpétuel à l'Académie royale des sciences et continue sa série d'éloges des académiciens.
En 1776-1777, il collabore à la hauteur de vingt-quatre articles dans le Supplément à l'Encyclopédie.
De 1780 à 1790, il est le directeur éditorial et scientifique des Œuvres complètes de Voltaire publiées par la Société littéraire typographique de Kehl.
En 1782, il est élu à l’Académie française contre Bailly, candidat soutenu par Buffon. Son discours de réception fait l'objet d'un long compte-rendu dans le Mercure de France par son ami Garat.
À partir du printemps 1785, il milite auprès des politiques afin que l'arithmétique politique soit enseignée comme science à part entière, et lui donne un rôle central en ce qui concerne l'instruction publique ; celle-ci sera l'ancêtre de la statistique moderne.
En 1786, il participe à l'aventure du Lycée, établissement mixte où vont enseigner des académiciens de renom (Jean-François Marmontel, l'écrivain La Harpe, le chimiste Antoine-François Fourcroy et le mathématicien Gaspard Monge). Condorcet est responsable de la chaire de mathématiques. Il délègue à Sylvestre-François Lacroix la charge d'assurer les cours sous sa supervision mais y prononce les discours inauguraux (sur les sciences mathématiques en 1786, sur l'astronomie et le calcul des probabilités en 1787).
Son aspiration à réformer la justice l'amène à fréquenter le président Dupaty. Il fait la connaissance de sa nièce, Sophie de Grouchy, qu'il épouse en 1786 au château de Villette à Condécourt. Sophie de Grouchy est aussi la sœur du futur maréchal de Grouchy, la belle-sœur de Louis-Gustave Le Doulcet de Pontécoulant et la nièce du parlementaire Fréteau de Saint-Just. Dans le salon qu'elle anime à l'Hôtel des Monnaies se rassemblent des penseurs de toutes nationalités comme l'économiste Adam Smith, le juriste Cesare Beccaria, le philosophe David Williams, Thomas Jefferson, le juriste Étienne Dumont, des futurs idéologues, Benjamin Constant, Pierre Jean Georges Cabanis..., et Thomas Paine, qui devient un ami.
En 1788, il est membre fondateur de la Société des Trente, cercle d'idées révolutionnaires et club d'influence constitutionnelle. Au début de 1789, il publie de nombreux essais sur le droit et devoir des citoyens (Déclaration des droits, Lettres d’un gentilhomme à Messieurs du Tiers État, Réflexions sur les pouvoirs et instructions à donner par les provinces à leurs députés aux États Généraux. Il joue un rôle actif en aidant à la rédaction des cahiers de doléances de la noblesse à Mantes puis à Paris. Il n'est pas élu député aux états généraux.

### Période de la révolution

#### Durant l'Assemblée nationale constituante (juillet 1789 – septembre 1791)
Condorcet voit dans la Révolution la possibilité d'une réforme rationnelle de la société.

Arc de 90˚ du méridien astronomique passant par Paris, en fonction duquel Condorcet recommande d'établir la définition initiale du mètre

Après la prise de la Bastille, il est élu, le 18 septembre 1789, dans l'assemblée générale de la Commune de Paris, dont il dirige le comité de rédaction du projet de statut municipal. À ce poste, en 1790, il s'oppose en vain, à l'Assemblée nationale constituante, qui a établi un « décret du marc d'argent » visant à subordonner l'exercice des droits de citoyen au versement d'une somme importante. Il essuie un même échec dans sa demande de faire de Paris un département à part entière et dans sa proposition du statut municipal. Il n'est pas réélu en janvier 1791.
En 1790, il fonde avec Emmanuel-Joseph Sieyès la Société de 1789 et dirige le Journal de la Société de 1789, ainsi que la Bibliothèque de l'homme public (1790-1792).
En mai 1790, l'Assemblée nationale constituante, sur proposition de Talleyrand, décide l'unification des poids et mesures. Elle en confie le calcul à une commission formée de Borda, Laplace, Lagrange, Monge et Condorcet. Le 26 mars 1791, sur la recommandation de Condorcet[pas clair], le choix est fait de la dix millionième partie du quart d'un méridien terrestre comme définition du mètre,, .
Un décret ayant mis fin au poste de directeur des monnaies (1790), Condorcet quitte l'hôtel des monnaies. En avril 1791, malgré son opposition affichée à la mise en place des assignats, il est choisi par le roi pour occuper un poste d'administrateur de la trésorerie. Son acceptation, considérée par beaucoup comme une compromission, lui sera plus tard reprochée. Il se démet de cette fonction avant son élection aux législatives, et prononce en 1792 un discours Sur la nomination et la destitution des commissaires de la trésorerie nationale où il s'insurge contre le pouvoir de nomination discrétionnaire du roi pour ces postes.
Avec Thomas Paine et Achille du Chastellet, il collabore sous l'anonymat à une publication intermittente, Le Républicain, qui diffuse les idées de républicanisme. En juillet 1791, après la fuite manquée de Louis XVI à Varennes, il y insère un court texte satirique, la Lettre d'un jeune mécanicien aux auteurs du Républicain, où il tourne en dérision le modèle de la monarchie constitutionnelle ; le « mécanicien » propose de remplacer le roi et la famille royale par des automates : « Mon Roi ne serait pas dangereux pour la liberté. Et cependant, en le réparant avec soin, il serait immortel, ce qui est encore plus beau que d'être héréditaire ». Ses amis royalistes sont outrés de son retournement.

#### Assemblée législative (septembre 1791 – 1792)
En septembre 1791, il est élu député de Paris au sein de l’Assemblée nationale législative.
Durant cette période, Condorcet s'active dans deux directions : le journalisme et sa fonction de député.
Il expose ses idées et celles des autres philosophes dans une revue politique et sociale qu'il publie, la Bibliothèque de l'homme public. Dans le Journal de Paris (octobre 1791), puis dans Les Chroniques de Paris à partir de novembre, il est chargé de la rubrique sur l'assemblée nationale. C'est dans ce journal qu'il publiera les textes contre Robespierre en avril-juin 1792, lors du gouvernement girondin, dans le conflit qui oppose Brissot et les Girondins à Robespierre et les Jacobins. Il écrit également dans une revue mensuelle La Chronique du mois des essais concernant les réformes qu'il juge utiles.
À l'assemblée législative, où il siège près de Brissot, il est considéré comme un meneur de la majorité prenant la parole lors des grandes circonstances. Il en est secrétaire (octobre 1791), vice-président (janvier 1792) et président de quinzaine du 5 au 19 février. C'est lui qui rédige les Adresses, messages adressés au peuple ou aux autres nations, qui sont toujours adoptées, imprimées et distribuées dans tous les départements.
Il intervient en octobre 1791 quand se décide le sort à réserver aux émigrés. Il rappelle le droit fondamental de la liberté de circulation mais exige des émigrés un engagement à ne pas se retourner contre la France. L'attitude choisie par Brissot et l'assemblée sera moins modérée.
Il est membre du comité d'instruction publique chargé d'examiner une réforme de l'enseignement public qui débouche sur le Rapport et projet de décret sur l’organisation générale de l’instruction publique présenté à l'assemblée le 20 avril 1792.
En novembre, lors du débat concernant les prêtres réfractaires, il prône plus généralement la séparation entre l'Église et l'État et la création d'un état civil indépendant de l'Église. Cette position l'éloigne encore plus des amis royalistes qui lui restent.
En décembre 1791, quand la guerre menace, Condorcet, malgré son désir de paix en Europe, soutient l'ultimatum proposé par le roi. Son projet d'adresse est adopté dans l'enthousiasme,. Il complète sa pensée dans son Discours sur l'empereur de janvier 1792 approuvé et imprimé par l'Assemblée.
En février, il fait adopter une adresse aux Français L'Assemblée nationale aux Français dans laquelle il essaie de rassembler les Français autour de plusieurs projets phares : rétablissement des finances, rédaction d'un code civil, mise en place d'une instruction nationale, création d'un système fraternel de secours public et se prononce pour la guerre.
Le 20 avril, son projet d'instruction publique est éclipsé par la situation extérieure : l'assemblée vote la déclaration de guerre. Le projet de Condorcet est repoussé, en attendant l'étude des moyens financiers à mettre en place.
Les 19 et 24 juin 1792 est adopté un décret relatif au brûlement de tous les titres généalogiques établissant les titres de noblesse, pris sur la proposition de Condorcet. Ce décret complète un autre décret du 19 juin 1790, qui abolissait les titres de noblesse.
En juillet 1792, il est impliqué dans les événements qui précèdent la destitution du roi. Le 11 juillet, la patrie est déclarée en danger, la méfiance envers le roi grandit. Président de la Commission des Vingt-et-un, Condorcet étudie comment protéger la nation des décisions royales. Les demandes de déchéance du roi parviennent à l'Assemblée. Condorcet, pourtant favorable à la république, tergiverse : légaliste, il considère la déchéance comme prématurée, préfère une transition en douceur, se méfie de l'insurrection populaire et souhaite que la décision vienne de l'Assemblée ; le rapport de la commission va dans son sens. C'est le peuple qui, finalement, le 10 août 1792, décide de la chute de la monarchie. Ses deux adresses Exposés des Motifs (13 août) et Adresse de l'Assemblée Nationale aux Français (19 août) expliquant les raisons de la destitution sont votées à l'unanimité et distribuées dans les départements et les ambassades de France.
Lors des massacres de Septembre, Condorcet reste étonnamment silencieux. Ce silence lui sera souvent reproché.

#### La réélection à la Convention
En septembre 1792, il est réélu député de l’Aisne à la Convention nationale.
Il continue à écrire ses comptes-rendus de l'Assemblée dans Les Chroniques de Paris et crée le Journal d'instruction sociale en juin 1793 avec Sieyès et Jules-Michel Duhamel.
Deux courants de pensée s’affrontent quant à la manière de réformer l’État français : les girondins, et les montagnards. Condorcet est plutôt partisan de l'union et se démarque peu à peu de ses amis girondins.
En octobre, il est élu membre du comité de constitution et propose en février 1793 à la Convention le projet de constitution qu’il a rédigé. Celui-ci n'est pas adopté par l’Assemblée.
Lors du procès de Louis XVI, Condorcet, opposé à la peine de mort, vote contre l’exécution de Louis XVI, choisissant la condamnation aux fers à vie, peine maximale qui ne soit pas la peine de mort. Il vote contre l'appel au peuple et ne se prononce pas sur le sursis.
Pendant les journées du 31 mai et du 2 juin 1793, les girondins perdent le contrôle de l’Assemblée en faveur des jacobins et nombre d'entre eux sont arrêtés. Dans un premier temps, Condorcet, qui ne siège plus avec les girondins et s'est même prononcé contre eux en votant contre le rétablissement de la Commission des Douze, n'est pas inquiété. Saint Just, d'ailleurs, ne l'inclut pas dans son rapport concernant le prétendu « complot » girondin. Lorsque le 24 juin, le montagnard Marie-Jean Hérault de Séchelles propose une nouvelle constitution, très différente de celle de Condorcet, celui-ci s'insurge. Dans une Lettre aux citoyens français sur la nouvelle constitution, il critique le nouveau projet, présente celui de février et dénonce le coup de force du 31 mai-2 juin soutenant ainsi ouvertement les girondins. Le 8 juillet 1793, sur proposition du montagnard jacobin François Chabot, la Convention vote un décret d'arrestation contre lui. Jean Pierre André Amar l'ajoute comme complice du complot girondin dans son acte d'accusation du 3 octobre 1793.

#### La fuite et l'arrestation

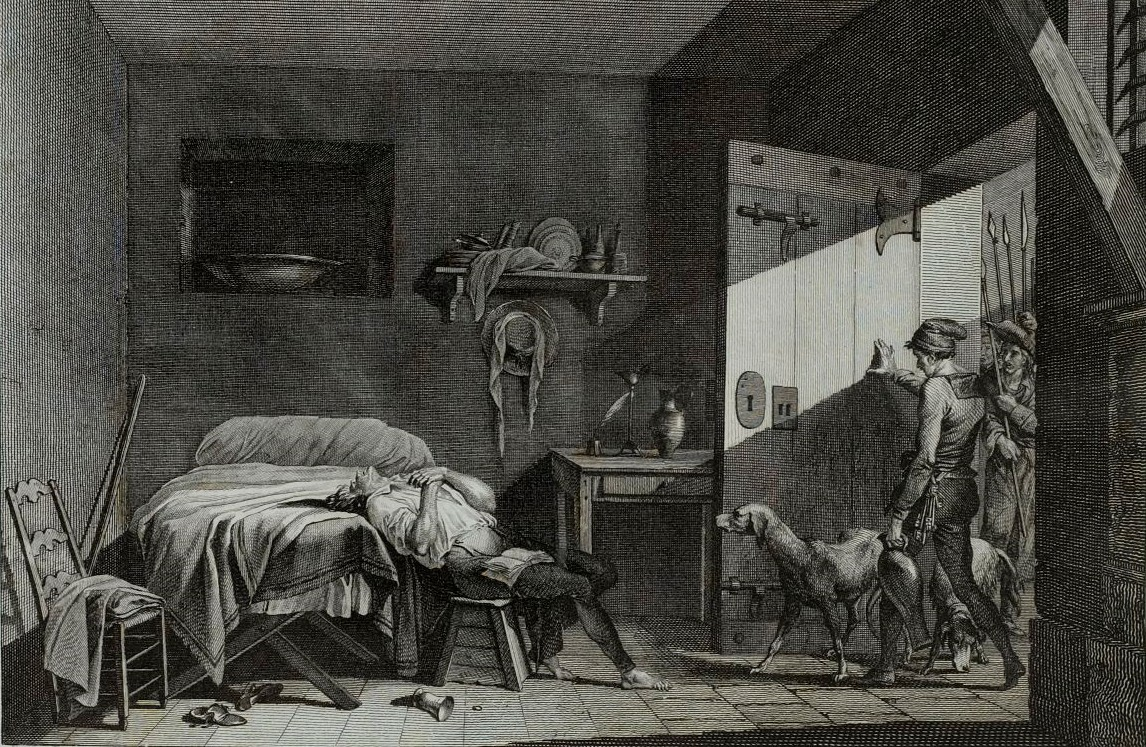
D'après Alexandre-Évariste Fragonard, Nicolas de Condorcet se donnant la mort dans sa prison, 28 mars 1794, gravure, Vizille, musée de la Révolution française.

Averti par Pierre Jean Georges Cabanis du décret d'arrestation à son encontre, Condorcet est contraint de se cacher et trouve refuge pendant neuf mois dans la demeure de Rose Marie Boucher, veuve du sculpteur Louis François Vernet, « rue des Fossoyeurs » (actuelle rue Servandoni) à Paris, où une plaque commémorative lui rend désormais hommage. Il en profite pour écrire l’un de ses ouvrages les plus appréciés par la postérité, l’Esquisse d'un tableau historique des progrès de l'esprit humain, qui fut publié après sa mort, en 1795.
Le 25 mars 1794, il quitte sa cachette, convaincu de ne plus y être en sécurité et d'être un trop grand danger pour Mme Vernet, sa généreuse hôtesse. Il tente de fuir Paris. Il fait une halte à l'estaminet de Louis Crespinet, rue Chef-de-Ville à Clamart. Il y commande une omelette, plat réputé populaire. À la question de la servante « De combien d’œufs ? », il aurait répondu « douze ». Peu crédible et jugé suspect, il est arrêté, conduit devant la sacristie de l'église Saint-Pierre-Saint-Paul où siège le comité de surveillance, puis emprisonné à Bourg de l'Égalité, à la maison d'arrêt.
Il est retrouvé mort deux jours plus tard dans sa cellule. Les circonstances de sa mort restent énigmatiques (suicide par un poison issu d'une bague qu'il portait, meurtre et œdème pulmonaire figurent parmi les hypothèses),.

## Travaux et pensée politique

### Mathématiques
Les travaux mathématiques de Condorcet s'étalent de 1765 à 1787, avec de nombreuses publications donc beaucoup ne sont que des améliorations de publications antérieures. Son sujet principal est l'analyse. On y note une attirance pour l'abstraction et la généralisation, sans support visuel permettant d'éclairer ses raisonnements.
À l’exception de sa mathématique sociale, il n'a pas laissé une grande trace dans l'histoire des mathématiques. Son traité d'intégration comporte quelques théorèmes entrevus par Euler et démontrés par Condorcet mais rien d'autre de décisif dans cette matière. Ses historiographes expliquent cet oubli, d'une part par le fait que Condorcet investit plus de son temps dans le domaine politique que mathématique, d'autre part par le caractère difficile de ses exposés (absence de constance dans les notations, manque de précision dans le développement).
On lui doit cependant une définition très moderne de la fonction comme correspondance entre grandeurs,.
Condorcet est convaincu que les mathématiques sont non seulement des outils puissants pour résoudre des problèmes très concrets mais aussi le lieu idéal pour exercer sa logique. On lui doit cette observation :

« Les premières notions de mathématiques doivent faire partie de l’éducation des enfants. Les chiffres et les lignes parlent plus qu’on ne le croit d’ordinaire à leur imagination naissante, et c’est un moyen sûr de l’exercer sans l’égarer. »

Il en fait donc un élément essentiel de son projet d'instruction avec notamment l'enseignement des mathématiques appliquées aux sciences morales et politiques.

#### Calcul intégral
Son Essai sur le calcul intégral traite de la résolution d'équations différentielles. Il est complété par son Traité du calcul intégral, ouvrage ambitieux et incomplet commencé en 1778 et partiellement publié à partir de 1786. Il cherche des méthodes générales de résolution et s'intéresse aux solutions approchées (Problème des trois corps (1767) -Mémoire de Turin (1770) - Sur la détermination des fonctions arbitraires (1771) - Méthode d'approximation pour les équations différentielles dans Traité du calcul intégral - Théorie des comètes (1780)).

#### Probabilités
À partir de 1770, Condorcet se tourne vers les probabilités. S'il n'apporte pas de résultats nouveaux notables dans cette branche, il essaie d'en clarifier les concepts et les usages. Il cherche à élucider le paradoxe de Saint-Pétersbourg, et exploite la formule de Bayes, améliorée par Laplace dans des situations pratiques.

#### Théoricien des systèmes de votes et du jury pénal

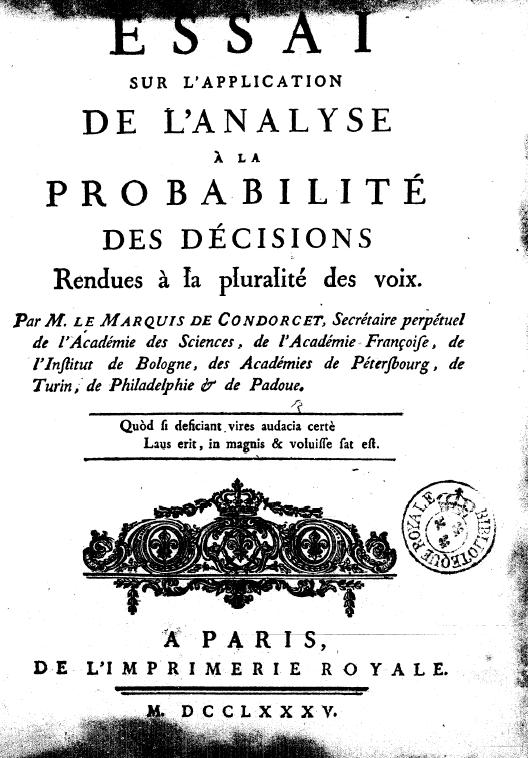
Page de titre de l’Essai sur l’application de l’analyse à la probabilité des décisions rendues à la pluralité des voix.

Dans de nombreux ouvrages (Essai sur l’application de l’analyse à la probabilité des décisions rendues à la pluralité des voix de 1785 - Essai sur la constitution et les fonctions des assemblées provinciales - Sur les élections), Condorcet s’intéresse à la représentativité des systèmes de vote, tant dans le cadre politique que dans le cadre judiciaire : l'essai de 1785 ne concerne pas tant le vote politique que le délibéré d'un jury, puisqu'il insiste sur le caractère correct, c'est-à-dire vrai ou faux, de la décision finale — il ne s'agit donc pas de déterminer une préférence (pour tel ou tel candidat) mais un fait (untel a-t-il commis tel crime ?). Partant de l'hypothèse d'une très légère propension de l'homme de la rue à juger en accord avec les faits plutôt que de façon erronée, il démontre que plus il y a de votants, plus les chances que le résultat du vote aboutisse à une décision correcte sont importantes. Cette démonstration mathématique soutient sa préférence, en matière pénale, pour le jury populaire plutôt que pour les magistrats individuels.
Ses travaux sur le jury le conduisent à condamner la peine de mort. Dans une lettre à Frédéric II de Prusse, il explique les motifs de son opposition à cette peine : selon lui, les crimes graves et affreux qui en sont susceptibles conduisent le jury populaire — institution qu'il défend dans sa correspondance avec Turgot de 1771, au cours de laquelle il préconise d'écarter les préjugés de classe en évitant que des riches ne jugent des pauvres, et inversement, ainsi que dans l’Essai sur l’application de l’analyse à la probabilité des décisions rendues à la pluralité des voix (1785) — à ne pas pouvoir juger de façon sereine et éclairée, d'où une propension importante à l'erreur judiciaire. Tout comme dans ses travaux sur les modes de scrutin, Condorcet montre ainsi comment les mathématiques peuvent être employées pour soutenir l'analyse de problèmes sociaux et politiques.
Dans les autres essais, il démontre que le scrutin uninominal peut très bien ne pas représenter les désirs des électeurs dès lors que le premier candidat ne récolte pas plus de la moitié des voix : c'est le paradoxe de Condorcet, qui montre un biais inhérent à ce type de scrutin, dans la mesure où le candidat préféré d'une majorité d'électeurs peut n'être pas élu, en raison de la division de ceux-ci et de la dispersion conséquente des voix, conduisant ainsi un candidat qui n'obtient qu'une majorité relative à être élu. En effet :
Considérant une assemblée de 60 votants ayant le choix entre trois propositions a, b et c. Les préférences se répartissent ainsi (en notant a > b, le fait qu'a est préféré à b) :
- 23 votants préfèrent : a > c > b
- 19 votants préfèrent : b > c > a
- 16 votants préfèrent : c > b > a
- 2 votants préfèrent : c > a > b

Le candidat a sera élu, ayant remporté 23 voix, soit la majorité. Néanmoins, a n'est pas le choix préféré de la majorité des électeurs, puisque 35 électeurs (19 + 16) préféraient b à a, mais qu'ils n'ont pas réussi à faire élire b car ils ont chacun préféré voter pour leur candidat préféré dans l'absolu, c'est-à-dire b ou c. En termes concrets : si la gauche (ou la droite) possède une majorité dans le pays, mais présente deux candidats plutôt qu'un, elle perdra les élections face au candidat unique de l'autre camp. Ce « paradoxe » sera développé au XXe siècle dans la théorie du choix social, et notamment par le théorème d'impossibilité d'Arrow.
Pour pallier ce biais, Condorcet propose un autre système, la méthode de Condorcet, dans lequel l'unique vainqueur est celui, s'il existe, qui comparé tour à tour à tous les autres candidats, s’avérerait à chaque fois être le candidat préféré. Néanmoins, il considère que ce système est peu réalisable à grande échelle. À la même époque (1770 puis 1784), son collègue Jean-Charles de Borda émet les mêmes doutes concernant le vote à la majorité et propose un autre système de vote, avec pondérations : la méthode Borda.

#### Encyclopédiste
Dans le supplément de l'Encyclopédie de 1776-1777, Condorcet est chargé de la rédaction des articles d'analyse. Il s'agit de prendre en compte les avancées faites dans cette matière depuis la première publication. Condorcet y expose donc les travaux de d'Alembert, Euler, Lagrange, Vandermonde, Bézout, … , en leur en attribuant le mérite.
En 1781, dans la nouvelle édition de l'encyclopédie, il corrige et complète les articles du Complément et ajoute des rubriques sur l'arithmétique politique, les probabilités, et les assurances maritimes.

### Travaux techniques

#### Navigation intérieure et hydrodynamique
Condorcet sait l'importance de la navigation intérieure. En 1774, il est chargé par Turgot d'une expertise sur les canaux (en particulier un projet de canal souterrain en Picardie). Il souhaite y jouer un rôle plus que consultatif. Il tient à en superviser la réalisation sur le plan scientifique, technique et économique. C'est le rôle de la Commission de la Navigation Intérieure regroupant Charles Bossut, d'Alembert et lui-même créée en 1775. Cette expertise « présente un épisode de la lutte du parti philosophique face aux ingénieurs des ponts et chaussées »: il pense que seul un aréopage de savants est apte à étudier le sujet et à donner les instructions au Corps des Ponts et Chaussée chargé de la réalisation technique. Il faut par exemple mesurer non seulement la résistance que présente le fluide face au bateau, mais aussi calculer le rapport du coût aux bénéfices. Il publie en 1780 un Mémoire sur le canal de Normandie. En 1785, les états de Bretagne sollicitent l'Académie des Sciences pour une contre-expertise concernant la construction du canal de Bretagne. Condorcet cosigne en 1786, avec Bossut, Rochon et Antoine-François Fourcroy, un rapport contredisant les avis des Ponts et Chaussées.
Avec Turgot, il propose aussi une réforme de la jauge, visant à évaluer le contenu des navires afin d'établir une juste fiscalité. Celle-ci se heurte à l'opposition de la Ferme générale et de la Cour des aides, ainsi que de Lavoisier.
Convaincu de l'importance de la science hydrolique, il encourage Turgot à créer une chaire royale d'hydrodynamique attribuée à son ami Bossut en 1775. En 1777, il publie un traité sur les Nouvelles expériences sur la résistance des fluides avec Bossut et d'Alembert.

#### Monnaie et Assignats
En tant qu'inspecteur général de monnaies de 1775 à 1790, Condorcet a été amené à mettre ses compétences de physicien et de mathématicien au service de la qualité de fabrication des monnaies. Ainsi il réfléchit en 1780, avec Sage et Tillet au titrage de la monnaie et évalue , en 1785, les machines de fabrication de Louis Joseph de Grobert,. À ces compétences techniques, s'ajoutent des capacités de réflexion qui le conduisent à dépasser ce simple rôle d'inspecteur. Il publie en 1790 pas moins de cinq Mémoires sur les Monnaies, dans lesquels il livre ses réflexions sur le système monétaire, l'importance de la fiabilité des mesures, l'étalonnage fondé sur une valeur économique et non matérielle. Favorable initialement à un étalon s'appuyant sur un seul métal, l'argent, pour éviter l'agiotage, sa pensée évolue et il se rallie ensuite à un bimétalisme or et argent.
Ses compétences mathématiques et sa compréhension du mécanisme des rentes, des loteries et des emprunts le conduisent à porter un regard sur la dette publique. Concernant les assignats, Condorcet est intialement très opposé à leur principe. De tendance libérale, voire physiocrate, il refuse l'idée d'une banque nationale qui pourrait être trop inféodée au pouvoir,. En 1789-1790, dans de nombreux articles, Des causes de la disette du numéraire, Sur la proposition d'acquitter la dette exigible en assignats, Plan d'un emprunt public avec des hypothèques spéciales , Sur les opérations nécessaires pour rétablir les finances, il considère que les assignats, par la volatilité de leur valeur, ne constituent pas une monnaie fiable et il doute de leur capacité à relancer l'économie. Mais son opinion change à partir de 1791 et en 1792, son soutien aux assignats est total. Sur les raisons de son revirement, les avis sont partagés, certains y voient l'effet d'un pragmatisme : lorsque la patrie est en danger, il n'est plus temps de l'affaiblir en mettant en doute la valeur de ce qui est devenu sa monnaie, mais d'autres y voient seulement une évolution naturelle de sa pensée, un rapprochement avec les brissotins et la conviction que ses craintes étaient infondées,.

#### Arpentage
Selon la théorie physiocrate que Condorcet soutient, l'impôt juste est proportionnel au produit net agricole, exigeant donc un cadastre précis et rationnel qui n'existait pas encore. Condorcet, dès 1782, s'intéresse alors au « Rapport sur un projet pour la réformation du cadastre de Haute-Guyenne de 1782 », problème scientifique qui soulève deux types d'enjeux : comment effectuer l'opération d'arpentage ? comment estimer à leur juste valeur les terres ? Il avait préalablement écrit l'article sur l'arpentage dans le Supplément paru en 1776.

### Engagements

#### Justice
Inspiré par Cesare Beccaria et son traité Des délits et des peines, Condorcet souhaite une justice plus proche du modèle anglais avec une instruction publique, un droit à la défense pour l'accusé et l'abolition de la torture et de la peine de mort. Il est favorable à l'instauration d'un système de jurés tirés au sort. Il expose ses idées en les mathématisant dans son traité Probabilités rendues à la pluralité des voix (1785). Opposé à l'arbitraire, il désapprouve le principe des lettres de cachet.
Il s'indigne des pouvoirs accordés aux Parlements de justice, leur reprochant leur clientélisme, leur tyrannie et leur obscurantisme. Il les rend responsables des persécutions exercées contre ceux qui osaient exprimer leurs idées. Lorsque, en 1771, Maupeou s'attaque au Parlement de Paris et le dissout, Condorcet s'en réjouit tout en craignant l'installation d'un système judiciaire tout aussi injuste. Il s'attaque ouvertement aux parlements en 1788 dans un pamphlet Lettre d'un citoyen des États-Unis à un Français sur les affaires présentes.
Sensible aux injustices, il s'engage, en 1774, aux côtés de Voltaire dans un combat, hélas sans résultat, pour la réhabilitation du chevalier de La Barre, torturé et exécuté pour blasphème et sacrilège. Il a plus de succès lorsqu'il s'engage, en 1786, auprès de Dupaty, dans la défense des roués de Chaumont, trois personnes accusées à tort de vol avec violence et condamnées à la roue. Ceux-ci sont acquittés en 1787.
Mais, pour Condorcet, « il ne peut pas y avoir ni vraie liberté, ni justice, dans une société, si l'égalité n'y est pas réelle; et il ne peut y avoir d'égalité, si tous ne peuvent acquérir des idées justes sur les objets dont la connaissance est nécessaire à la conduite de leur vie ». C'est pourquoi Condorcet porte son combat également sur l'instruction et sur l'égalité des droits.

##### Droit d'auteur
En 1776, il publie les Fragments sur la liberté de la presse. En 1790, ils serviront de base aux propositions que l'abbé Sieyès fera avec lui pour instituer une responsabilité des auteurs en tant que propriétaires de leurs œuvres. Si l'essentiel de l'écrit de 1776 porte sur la question des délits d'auteurs (pour distinguer la responsabilité qui revient à l'auteur, à l'imprimeur et au libraire), cet écrit comporte également quelques pages sur la propriété intellectuelle et le droit d'auteur, qui limitent les privilèges de l'auteur et plaident ouvertement pour la libre circulation des écrits. Le projet de Sieyès et Condorcet est critiqué puis modifié par Beaumarchais qui, avec Mirabeau, renforce les droits des auteurs, par exemple en accordant à l'auteur et à ses héritiers le droit exclusif d'autoriser la reproduction de leurs œuvres pour une durée de cinq ans post mortem (cinq ans encore au-delà de la mort de l'auteur) à la place de la durée de dix ans seulement (commençant à la publication de l'œuvre et limitée par la mort de l'auteur) accordée par le projet initial.

#### Accès au savoir
Condorcet accorde une grande importance à l'instruction dans son projet de république. Pour lui, il faut « éclairer les hommes pour en faire des citoyens » car « même sous la constitution la plus libre un peuple ignorant est toujours esclave ».
Les 20 et 21 avril 1792, Il présente un projet de réforme du système éducatif à l'Assemblée nationale législative, visant à créer un système hiérarchisé,, placé sous l’autorité d’hommes de savoir, qui agiraient comme des gardiens des Lumières et qui, indépendants du pouvoir, seraient les garants des libertés publiques.
Il prône un enseignement laïc et indépendant du pouvoir politique, une égalité d'accès à l'instruction sans distinction d'âge, de sexe ou de classe et la gratuité pour l'enseignement élémentaire. Il n'exclut pas l'existence d'un enseignement libre venant compléter l'offre d'enseignement public,.
Condorcet prévoit quatre types d'institutions : les écoles élémentaires pour les savoirs de bases, les écoles secondaires axées sur les mathématiques et les sciences, les instituts pour l'enseignement général et la formation des maitres, les lycées pour l'étude approfondie des sciences et la formation des professeurs. Toutes ces institutions seraient chapeautées par une cinquième : la Société nationale des sciences et des arts.
Condorcet y défend le principe de l'éducation permanente qui doit permettre d'« assurer aux hommes, dans tous les âges de la vie, la facilité de conserver leurs connaissances et d'en acquérir de nouvelles ».
Accueilli avec faveur, le projet fut amendé par Louis-Michel Lepeletier de Saint-Fargeau dans un mémoire posthume que Robespierre lut à la Convention le 13 juillet 1793 et qui, d'accord avec Condorcet pour ce qui concernait les degrés secondaire et supérieur de l'enseignement, préconisait en revanche pour les enfants de 5 à 11-12 ans, dans un sens égalitaire, la création de « maisons d'éducation » ; allant plus loin que Lepeletier, quelques conventionnels (Cambon, Chabot, Coupé de l'Oise, Michel-Edme Petit) estimèrent que le plan de Condorcet conduisait à perpétuer, sous un autre nom, une aristocratie de savants.

#### Égalité des droits

##### L'esclavage et les droits des Noirs
Avec Jacques Pierre Brissot et Emmanuel de Pastoret, il est un des trois anciens membres de la Société des amis des Noirs élus à l'assemblée législative. Membre fondateur de cette association en février 1788, il se bat depuis très longtemps contre l'esclavage et les discriminations dont les Noirs sont victimes et amplifie ses efforts après son élection de septembre 1791. Jusque là, il envisageait une abolition graduelle de l'esclavage colonial étendue sur 70 ans, dans l'immédiat l'abolition de la traite négrière ainsi que l'égalité des Blancs et des hommes de couleur libres.

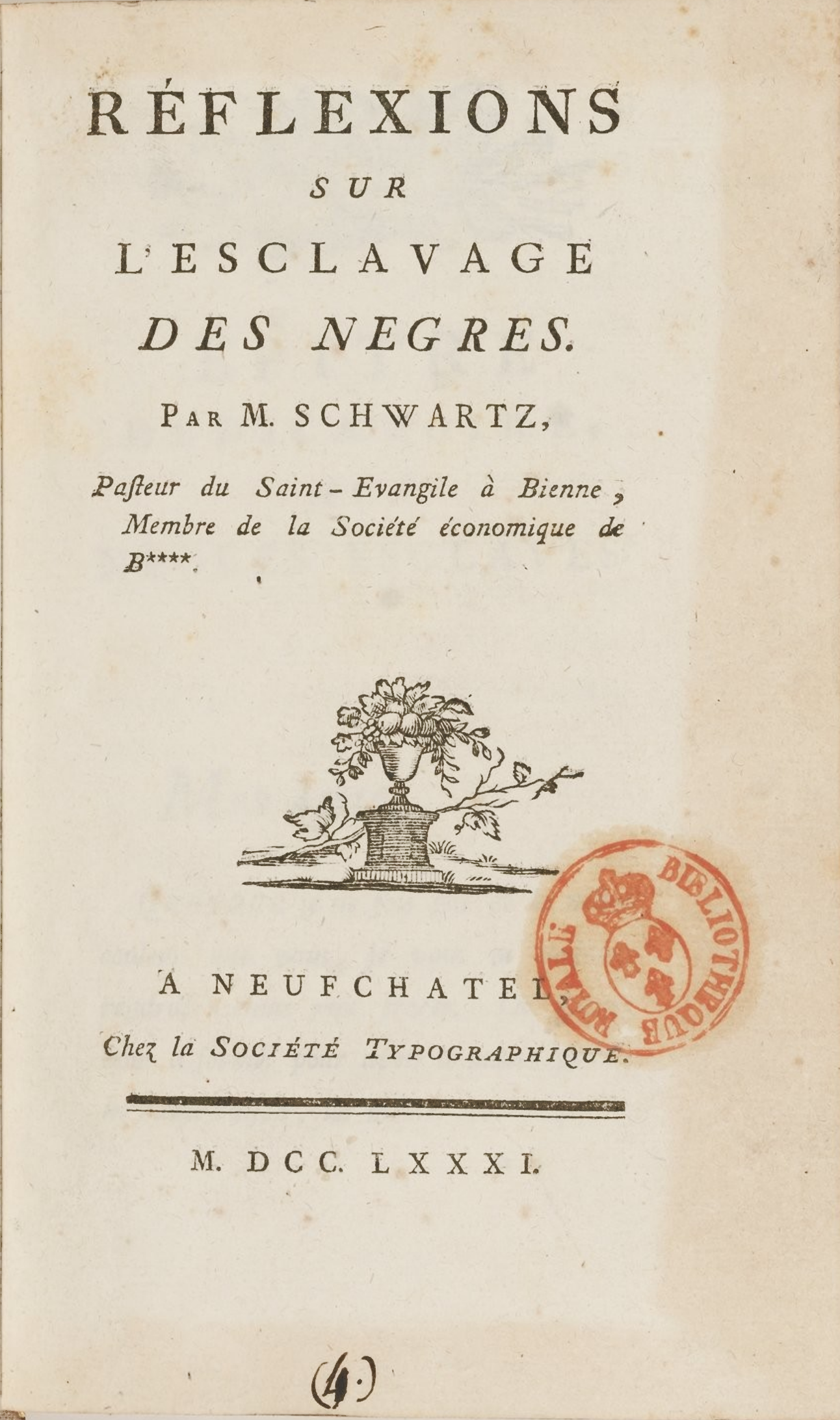
Réflexions sur l'esclavage des nègres, publié en 1781.

Il publie Réflexions sur l'esclavage des nègres en 1781, sous le pseudonyme de « M. Schwartz » (« M. Noir » en allemand). En 1790, il désigne ironiquement la déclaration du 26 aout 1789 comme une « déclaration des droits de l'homme blanc ». Devenu député en octobre 1791, il écrit régulièrement des articles en faveur des droits des hommes de couleur libres dans La Chronique de Paris, sans se désintéresser des esclaves insurgés.
Ces droits sont reconnus une première fois par l'Assemblée constituante le 15 mai 1791 avec des restrictions (les affranchis sont exclus), mais ils sont révoqués le 24 septembre. Ce combat, mené aux côtés des députés brissotins (Jacques Pierre Brissot, Pierre Victurnien Vergniaud, Élie Guadet, Armand Gensonné, Jean-François Ducos), ou proches (Jean Philippe Garran de Coulon) aboutit le 24 mars 1792 à un décret reconnaissant l'égalité des droits à tous les hommes de couleur libres, ratifié par le roi le 4 avril. Mais les esclaves sont insurgés depuis août 1791 ; des troupes sont envoyées contre eux depuis l'automne. Le 25 mars 1792, Condorcet, qui n'oublie pas ses engagements passés contre l'esclavage, émet une réserve quant à la mise en application du décret, trop limité à ses yeux. Il écrit : « Il est à espérer au nom de l'Humanité que les intérêts des Noirs ne seront pas entièrement oubliés ».
Membre du club des jacobins, il fait partie en septembre 1791 d'un jury chargé de sélectionner le meilleur almanach ; il retient l’Almanach du père Gérard, de Jean-Marie Collot d'Herbois, dans lequel il est question d'abolir l'esclavage colonial. Peut-être, à ce titre, Condorcet contribue-t-il à la nomination des deux commissaires chargés de se rendre à Saint-Domingue pour y apporter le décret, Léger-Félicité Sonthonax et Étienne Polverel. Polverel et Étienne Clavière, nouvellement ministre et ancien membre de la Société des amis des Noirs, sont également membres du jury qui prime l'ouvrage. Clavière parvient rapidement à convaincre Louis XVI de sanctionner le décret du 24 mars. Malgré ses préventions à l'égard de Condorcet et de la Gironde et le conflit qui l'oppose à eux sur la question de la guerre, Maximilien de Robespierre, qui lit assidûment La Chronique de Paris et Le Patriote français, salue ce combat « au nom de l'humanité » à la fin du mois de mai 1792,,.
Par ailleurs, le 10 avril 1792, Emmanuel de Pastoret présente devant le Parlement, au nom de Condorcet dont il était l'ami, une motion d'abolition de la traite des Noirs qui est cependant dans l'immédiat enterrée. Finalement, le 11 août 1792, l'Assemblée législative vote l'abrogation des primes offertes par le pouvoir royal, à titre d'encouragement, aux armateurs négriers depuis 1784, abolition que les membres de la Société des amis des Noirs réclamaient depuis sa fondation en 1788.

##### Droit des femmes
Condorcet est engagé dans la défense de la cause des femmes. Il se prononce notamment pour le droit de vote des femmes (1788 : Lettres d'un bourgeois de New Haven).
Il continue ce combat dans un article du Journal de la Société de 1789, « Sur l’admission des femmes au droit de cité » (1790). Selon lui, il n'a jamais existé d'État réellement démocratique, puisque « jamais les femmes n'ont exercé les droits de citoyen ».
En se référant à la Déclaration des droits de l'homme et du citoyen, il dénonce la violation du principe de l'égalité en droit (« les hommes naissent et demeurent libres et égaux en droits ») dont les femmes sont victimes. Dans un article du 3 juillet 1790, il s'exclame :

« Tous (les hommes) n'ont-ils pas violé le principe de l'égalité des droits en privant tranquillement la moitié du genre humain de celui de concourir à la formation des lois, en excluant les femmes du droit de cité ? »

Il critique l'argumentation commune qui justifie aux yeux de presque tous les patriotes de maintenir les femmes à l'écart du droit de cité : il n'y a pas de femmes de génie ? C'est parce que les femmes n'ont pas accès à l'éducation ; la plupart des citoyens hommes ne sont pas des génies et il existe des femmes plus intelligentes que certains hommes. Il écrit notamment : « Ce n'est pas la nature, c'est l'éducation, c'est l'existence sociale qui cause cette différence »,.
Selon Dominique Godineau, il est difficile de mesurer l'écho de ces prises de position, mais « il n'est pas impossible que, sans être explicitement cité, il ait influencé les écrits « féministes » postérieurs (Olympe de Gouges, Etta Palm d'Aelders, Pierre Guyomar, etc.) ».
Élisabeth et Robert Badinter relèvent que « le Cercle social adhère à ses vues ». Le 25 novembre 1790, le journal a fait publier un discours féministe d'Etta Palms d'Aelder qui s'emploie à créer des sociétés patriotiques de citoyennes.

##### Droit des protestants
Condorcet n'éprouve aucune attirance pour la religion réformée mais ses ancêtres étaient d'origine protestante et durent s'exiler ou abandonner leur religion après la révocation de l'édit de Nantes, et il est probable qu'il ait été sensibilisé par leur sort.
La révocation de l'édit de Nantes a privé les protestants du droit de rassemblement, de celui de porter des armes et a restreint leur droit à la propriété, le décret de 1724 a limité leur droit au travail, à l'émigration, à l'héritage, et contraint les orphelins protestants à la conversion les obligeant à suivre leur instruction dans des collèges catholiques. Les mariages réalisés hors de l'église catholique ne sont pas considérés comme valides. Condorcet s'indigne de cette situation.
En 1778, il rédige Réflexions d’un citoyen catholique sur les lois de France relatives aux protestants et publie, anonymement en 1781, sous le titre Recueil de pièces sur l'état des protestants en France, son essai de 1778, ainsi que 3 autres essais Récit de ce qui s’est passé le 15 décembre 1778 à l’assemblée des chambres du Parlement de Paris, Sur les moyens de traiter les protestants français comme des hommes sans nuire à la religion catholique et Lettre de M. ***, avocat au parlement de Pau, à M.***, professeur en droit canon à Cahors.
Dans ses Réflexions d'un citoyen catholique ...., il fait l'inventaire de toutes les persécutions qu'ont subies les protestants, en analyse les causes et les conséquences. Il en rejette la faute sur le pouvoir clérical et démontre les conséquences économiques néfastes induites par une telle oppression. À l'inverse, intégrer une minorité pacifique en abrogeant des lois iniques aurait des conséquences économiques positives en rendant heureux un million de citoyens et en favorisant le retour des exilés.
L'essai Sur les moyens de traiter les protestants... regroupe 42 propositions de lois: lutte contre l'intolérance et le fanatisme, dépénalisation de l'hérésie, liberté d'association, constitution d'un état civil, autorisation du divorce, liberté d'enseignement, levée des interdictions concernant la vie professionnelle, les universités, les écoles, accès à plus de fonctions contribuant au bien public. Tout ceci pourrait se faire sans nuire aux catholiques qui continueraient de bénéficier des avantages d'une religion dominante. Pour Condorcet, toutes ces proposition relèvent des droits naturels de l'être humain et devrait pouvoir s'appliquer dans le cadre plus général de l'égalité des droits des résidents en France.
Condorcet est favorable à une liberté religieuse exercée dans la sphère privée et cherche à combattre le fanatisme et la superstition qui sont à l'origine de l'intolérance. Il écrit à ce sujet vers 1774 un Almanach anti-superstitieux. Convaincu que c'est l'ignorance et l'aveuglement qui ouvrent la voie au fanatisme, il prône une instruction du peuple, qui lui permettra de prendre conscience des erreurs qui ont fait obstacle au progrès. Selon lui, il faut instituer un enseignement sur les religions et un enseignement civique et moral séparée du religieux.
Il est opposé au constantinisme,. Les réformes doivent donc contribuer à séculariser les législations, en particulier sur l'état civil. La laïcité de Condorcet est donc plus anticléricale qu'antireligieuse.

##### Droit des Juifs
À la fin du XVIIIe siècle, se met en place un débat pour l'émancipation des Juifs. En France, les près de 40 000 Juifs sont soumis à des traitements inégaux. Si les Juifs du Sud, dits « Espagnols » ou « Portugais », arrivent à bénéficier de licences pour travailler, ceux du Nord-Est, dits « Allemands », limités dans leur accès au travail, vivent à l'écart, dans des ghettos, parlant yiddish et obéissant à leurs propres règles,.
Fidèle à sa volonté d'étendre des droits égaux à tous, Condorcet s'intéresse au sort des Juifs dès le début des années 1780. Déjà, il a envisagé de les laisser acquérir des terres dans les colonies aux côtés des protestants dans ses Réflexions sur l'esclavage des nègres de 1781. Il s'enquiert du statut des juifs en Autriche dès 1782 et est proche des idées de l'abbé Grégoire sur ce sujet. En tant que membre de la commune de Paris, il soutient en 1790 la demande d'intégration des Juifs de Paris portée par Jacques Godard qu'il a connu à la Société de 1789. Il fait partie, avec Brissot de Varville et Robin, de la commission chargée d'étudier le discours prononcé par de Bourge à l'assemblée générale des représentants de la commune appuyant leur demande. La commission conclut favorablement en mai 1790 et son texte, accompagné du discours de de Bourge, est envoyé au comité de constitution de l'Assemblée nationale.
La citoyenneté sera accordée à tous les Juifs de France le 27 septembre 1791.

#### Constitution
Dès 1776, Condorcet s'intéresse au constitutionnalisme. Dans ses Lettres d’un bourgeois de New-Haven à un citoyen de Virginie (1788), il présente une réflexion de fond sur le sujet. Il y défend une constitution proche de celle que Benjamin Franklin avait imaginée en 1776 pour la Pennsylvanie. Il y reprend les idées de Turgot sur une constitution permettant d'une part une liberté politique et d'autre part une centralisation du pouvoir autour d'une chambre unique. Les lois y seraient générées naturellement par l'usage de la raison.
Dans son projet de constitution de 1792-1793, il défend une république laïque, accueillante, dans laquelle les lois sont révisables, décidées in fine par les citoyens égaux devant la loi, libres de s'exprimer, avec accès éventuel au referendum et à la pétition. Il souhaite une république solidaire mais conserve une vision libérale de la société, confirmant le droit à la propriété. Toujours partisan d'une chambre unique, il cherche cependant à en limiter les pouvoirs par le contrôle du peuple.
Condorcet est le précurseur du droit d'initiative populaire et du référendum d'initiative citoyenne.
Son projet de constitution exposé à l'assemblée en février 1793, sera écarté en juin de la même année au profit d'une proposition montagnarde, élaborée dans l'urgence, moins démocratique, et portée par Hérault de Séchelles.

## Postérité

### Transfert au Panthéon de Paris

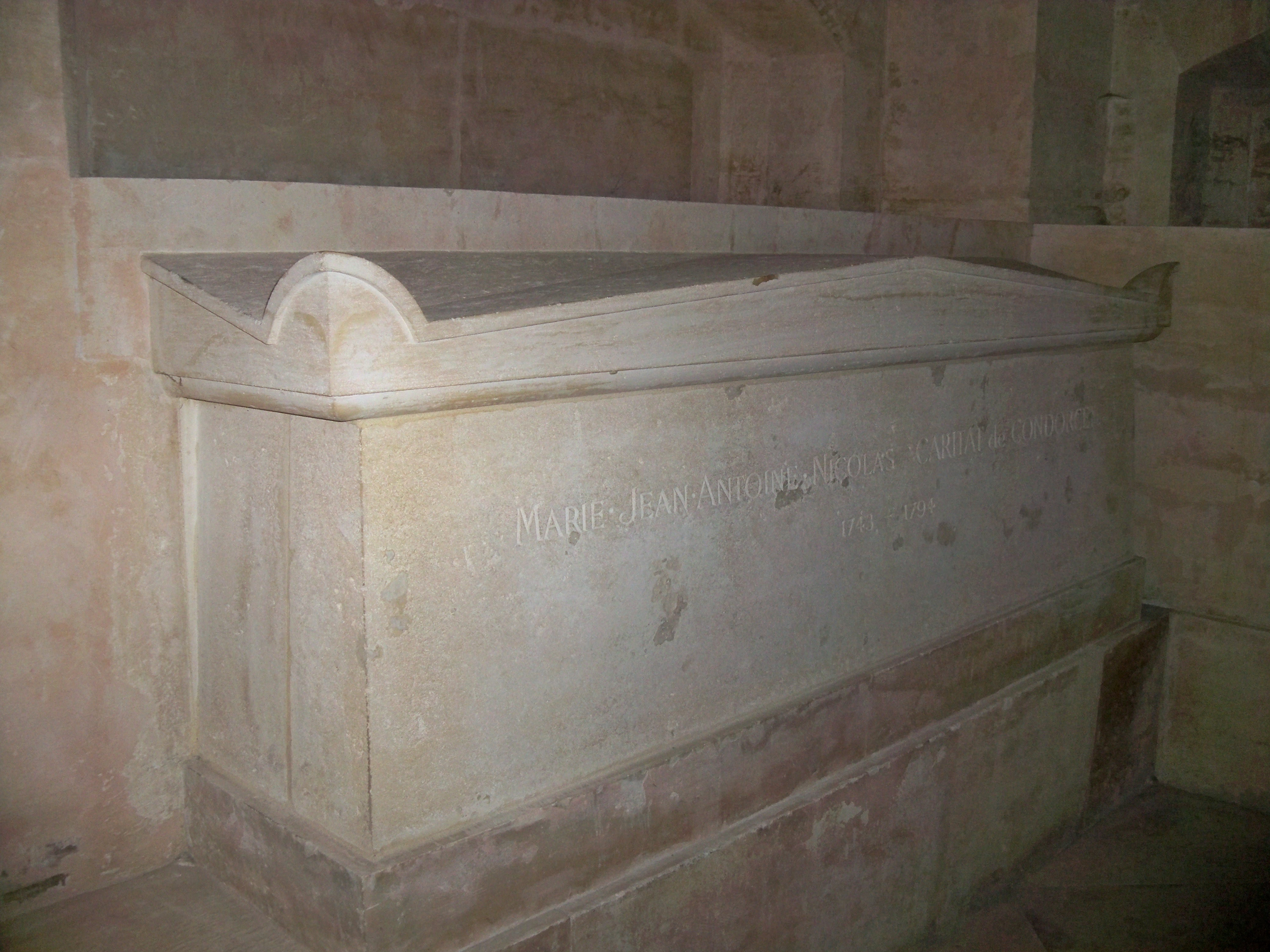
Cercueil (vide) de Condorcet au Panthéon.

À l’occasion des fêtes du bicentenaire de la Révolution, en présence de François Mitterrand, président de la République, les cendres de Condorcet sont symboliquement transférées au Panthéon en même temps que celles de l’abbé Grégoire et de Gaspard Monge, le 12 décembre 1989. En effet, le cercueil censé contenir les cendres de Condorcet est vide : inhumée dans la fosse commune de l’ancien cimetière de Bourg-la-Reine — désaffecté au XIXe siècle —, sa dépouille n’a jamais été retrouvée.

### Descendance de Condorcet
Du mariage de Condorcet avec Sophie de Grouchy naît, au mois de mai 1790, une fille unique : Alexandre-Louise Sophie de Condorcet, appelée Élisa toute sa vie.
Elle épouse, en 1807, le général Arthur O'Connor. Cet ami de son oncle Cabanis avait mis, en 1804, son épée au service de la France, croyant par là servir la liberté. Le général meurt en 1852, et Élisa en 1859. Ils sont inhumés dans le parc du château familial de Bignon. Les époux O'Connor-Condorcet ont cinq enfants, dont un seul, Daniel O'Connor laisse une postérité : deux fils, dont le général Arthur O'Connor qui se marie, en 1878, à Marguerite Elizabeth de Ganay. De cette union, naissent deux filles : la première, Elizabeth O'Connor, se marie à Alexandre Étignard de La Faulotte ; la seconde, Brigitte O'Connor, au comte François de La Tour du Pin qui lui donne trois enfants : Philis, Aymar et Patrice de La Tour du Pin.

### Hommages

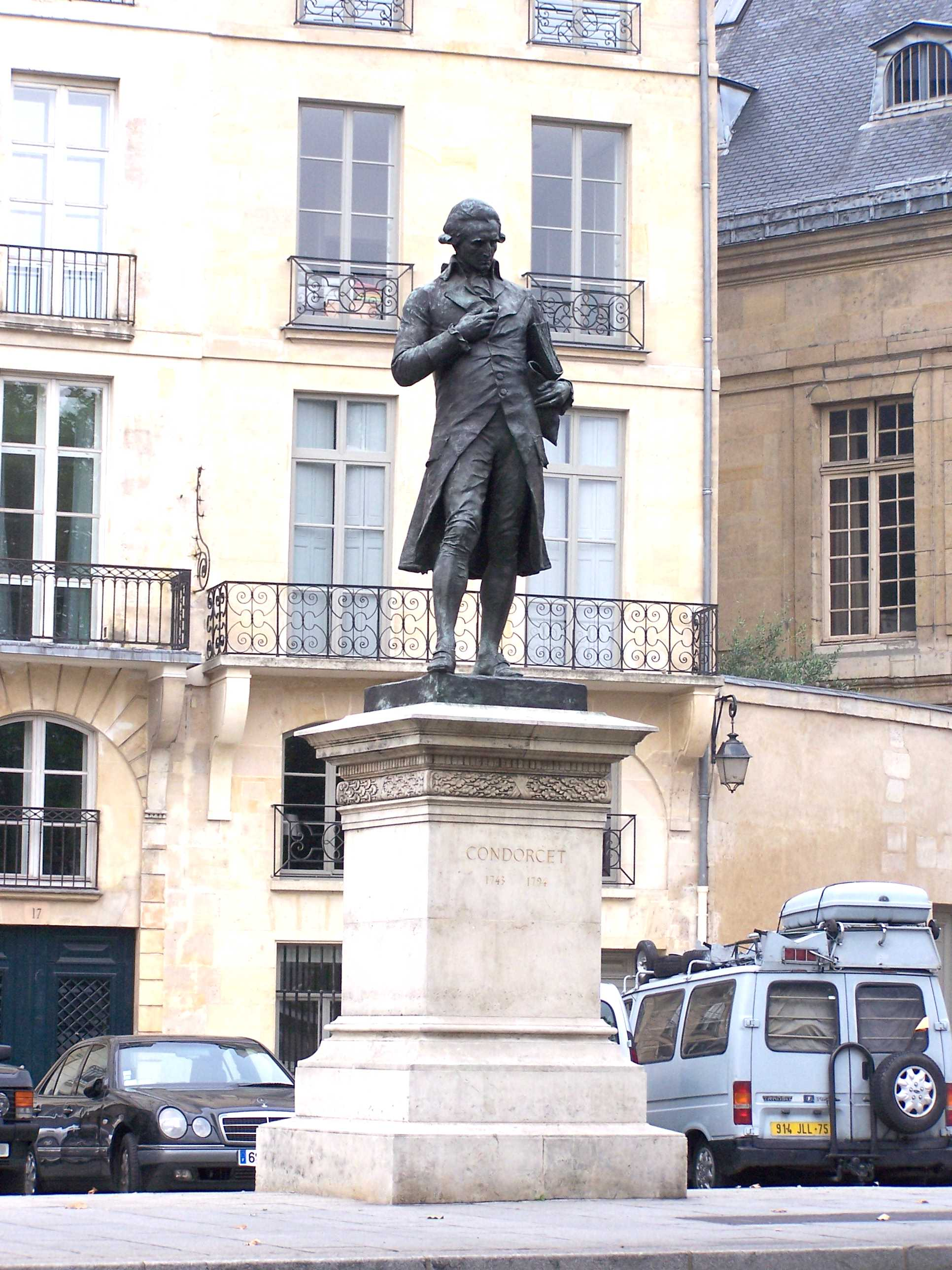
Jacques Perrin, Monument à Condorcet (1894), Paris, quai de Conti.

C'est devant la statue de Condorcet, quai de Conti, qu'est organisée une manifestation suffragiste le 5 juillet 1914 à Paris,.
De nombreuses villes françaises ont donné le nom de Condorcet à l'une de leurs voies publiques, dont Amiens, Bordeaux, Grenoble, Lille, Marseille (6e arrondissement), Nantes, Paris (9e arrondissement), Reims, Ribemont (commune natale de Condorcet), Toulouse, Villeurbanne.
En hommage à celui qui proposa le premier système d'instruction publique en France afin de permettre « une instruction publique commune à tous les citoyens » comme le prévoyait la Constitution de 1791, de nombreux établissements scolaires (écoles primaires, collèges et lycées) portent le nom de Condorcet, comme le lycée Condorcet, fondé par Napoléon Ier, dans le 9e arrondissement de Paris.
Le Campus Condorcet, porté par un nombre important d'institutions universitaires françaises, comme l'EHESS, l'EPHE, l'INED, ou encore le CNRS, et situé à Aubervilliers en Seine-Saint-Denis, porte son nom. Il constitue un nouveau pôle important de recherche en sciences humaines et sociales, axé sur l'international,.
La promotion 1990-1992 de l'École nationale d'administration porte son nom, de même que l'astéroïde (7960) Condorcet.

## Œuvres

### Mathématiques
- 1765 : Du calcul intégral
- 1768 : Essais d’analyse.
- 1776-1777 : 22 articles sur l’analyse mathématique, dans le cadre du Supplément à l'Encyclopédie.
- 1778 : Sur quelques séries infinies.
- 1781-1784 : Mémoire sur le calcul des probabilités, in Mémoires de l’Académie royale des sciences.
  - Tome Ier. Réflexions sur la règle générale qui prescrit de prendre pour valeur d’un événement incertain la probabilité de cet événement multipliée par la valeur de cet événement en lui-même (1781) ;
  - Tome II. Application de l’analyse à cette question : déterminer la probabilité qu’un arrangement régulier est l’effet d’une intention de le produire ;
  - Tome III. Sur l’évaluation des droits éventuels (1782) ;
  - Tome IV. Réflexions sur la méthode de déterminer la probabilité des événements futurs d’après l’observation des événements passés (1783) ;
  - Tome V. Sur la probabilité des faits extraordinaires. Application de l’article précédent à quelques questions de critique (1784).
- 1786 : Traité de calcul intégral (inachevé).
- 1784-1789 : collaboration aux chapitres de mathématiques de l’Encyclopédie méthodique.

### Physique
- 1767 : Du problème des trois corps, Paris, Didot [lire en ligne].
- 1778 : Nouvelles expériences sur la résistance des fluides, par MM. d’Alembert, le marquis de Condorcet, et l'abbé Bossut, Paris, Claude-Antoine Jombert [lire en ligne].
- 1780 : Essai sur la théorie des comètes. In : Dissertations sur la théorie des comètes qui ont concouru au prix proposé par l'Académie royale des sciences et belles-lettres de Prusse pour l'année 1777 et adjugé en 1778, Utrecht, Barthelemy Wild [lire en ligne].

### Économie, fiscalité et finance
- 1775 : Lettre d’un laboureur de Picardie à M. N.*** [Necker], auteur prohibitif à Paris (lire en ligne sur Gallica).
- 1775 : Réflexions sur les corvées. Monopole et monopoleur
- 1775 : Rapport sur un projet de réformateur du cadastre
- 1776 : Réflexions sur le commerce des bleds (lire en ligne sur Gallica).
- 1792 : Sur la liberté de la circulation des subsistances
- 1792 : Discours sur les finances
- 1792 : Ce que c’est qu’un cultivateur ou un artisan français (lire en ligne sur Gallica).

### Libertés individuelles
- 1776 : Fragments sur la liberté de la presse[178]
- 1781 : Réflexions sur l'esclavage des nègres
- 1789 : Au corps électoral sur l'esclavage des Noirs
- 1789 : Réglemens de la Société des amis des noirs (notice BnF)
- 1789 : Déclaration des droits
- 1790 : Sur l’admission des femmes au droit de cité

### Organisation politique
- 1788 : Lettres d’un bourgeois de New Haven à un citoyen de Virginie, sur l’inutilité de partager le pouvoir législatif entre plusieurs corps
- 1788 : Essai sur la constitution et les fonctions des assemblées provinciales
- 1789 : Réflexions sur les pouvoirs et instructions à donner par les provinces à leurs députés aux États généraux. Sur la forme des élections
- 1789 : Réflexions sur ce qui a été fait et sur ce qui reste à faire (lire en ligne sur Gallica).
- 1791 : De la République, ou Un roi est-il nécessaire à la conservation de la liberté ?
- 1791 : Discours sur les conventions nationales
- 1792 : Sur la nécessité de l’union entre les citoyens
- 1792 : De la nature des pouvoirs politiques dans une nation libre
- 1793 : Ce que les citoyens ont droit d’attendre de leurs représentants
- 1793 : Que toutes les classes de la société n’ont qu’un même intérêt
- 1793 : Sur la nécessité d’établir en France une constitution nouvelle

### Politique
- 1774 : Lettres d’un théologien à l’auteur du Dictionnaire des trois siècles, Berlin, 1774 (lire en ligne).
- 1775 : Réflexions sur la jurisprudence universelle
- 1783 : Dialogue entre Aristippe et Diogène sur la flatterie, Mercure de France, novembre 1814, p. 279-282
- 1783-1788 : Essai pour connaître la population du royaume
- 1784 : Essai sur l'application de l'analyse à la probabilité des décisions rendues à la pluralité des voix, 1784 (lire en ligne).
- 1786 : De l’influence de la révolution d’Amérique sur les opinions et la législation de l’Europe, dédié « à M. le Marquis de Lafayette, qui, à l'âge où les hommes ordinaires sont à peine connus de leur société, a mérité le titre de Bienfaiteur des deux Mondes »
- 1788 : Lettres d’un citoyen des États-Unis à un Français, sur les affaires présentes de la France
- 1789 : Réflexions d'un citoyen sur la révolution de 1788
- 1790 : Dissertation philosophique et politique, ou Réflexions sur cette question « S'il est utile aux hommes d'être trompés ? »
- 1790 : Opinion sur les émigrants
- 1790 : Sur le mot « pamphlétaire »
- 1790 : Le Véritable et le Faux Ami du peuple
- 1791 : Lettre d'un jeune mécanicien aux auteurs du « Républicain » (lire en ligne)
- 1791 : Discours du 25 octobre sur les émigrants à l’Assemblée législative
- 1792 : Rapport et projet de décret sur l'organisation générale de l'instruction publique présentés à l'Assemblée nationale au nom du Comité d'instruction publique
- 1792 : Cinq mémoires sur l’instruction publique, 1791 (lire en ligne [PDF]).
- 1792 : La République française aux hommes libres
- 1793 : Sur le sens du mot Révolutionnaire
- 1793 : Tableau général de la science qui a pour objet l’application du calcul aux sciences politiques et morales
- 1794 : Moyens d’apprendre à compter sûrement et avec facilité

### Philosophie
- 1782 : Lettre sur Swedenborg
- Discours de réception à l’Académie française, prononcé le 21 février 1782 (lire en ligne).
- 1795 (posthume) : Esquisse d'un tableau historique des progrès de l'esprit humain

### Éloges et biographies
- 1776, Éloge de Pascal
- 1777, Éloge de Michel de l’Hôpital
- 1773, Éloges des académiciens de l’Académie royale des sciences, morts depuis l’an 1666 jusqu’en 1699
- 1786, Vie de Turgot
- 1785, Éloge d'Euler, Paris (29 rue de Seine), Charpentier, libraire-éditeur, 1843 (lire en ligne).
- 1789, Vie de Voltaire, In : Œuvres complètes de Voltaire, 1785-1789. Vie de Voltaire.
- 1789 : Éloge de M. Turgot.
- D'Alembert, sa vie, ses œuvres, sa philosophie (lire en ligne sur Gallica).

### Éditions de texte
- 1776 : Pensées de Blaise Pascal, édition corrigée et augmentée.
- 1784-1787 : Œuvres complètes de Voltaire, éditées par Condorcet, Beaumarchais, etc. (édition dite de Kehl), 70 volumes.

## Éditions des œuvres et écrits de Condorcet
- Œuvres complètes, Paris, 1804, 21 tomes.
  - Tome premier. Éloges des académiciens de l'Académie royale des sciences, morts depuis l'an 1666, jusqu'en 1699
  - Tome II. Mélanges de littérature et de philosophie Tome II. Éloges des académiciens de l'Académie royale des sciences, morts depuis l'an 1771
  - Tome III. Mélanges de littérature et de philosophie tome III. Éloges des académiciens de l'Académie royale des sciences, morts depuis l'an 1783
  - Tome IV. Mélanges de littérature et de philosophie. Éloges des académiciens de l'Académie royale des sciences, morts depuis l'an 1787 ; suivis de ceux de Michel de l'hôpital et de Blaise Pascal
  - Tome V. Vie de M. Turgot, publiée en 1786
  - Tome VI. Mélanges de littérature et de philosophie. Vie de Voltaire, suivi des advertissements et notes, insérés par Condorcet, dans l'édition complète des œuvres de Voltaire
  - Tome VII. Mélanges de littérature et de philosophie. Vie de Voltaire. Seconde partie, contenant les notes insérées par Condorcet dans les œuvres complètes de Voltaire
  - Tome VIII. Mélanges de littérature et de philosophie. Esquisse d'un tableau historique des progrès de l'esprit humaine. Premiere partie
  - Tome IX. Mélanges de littérature et de philosophie Tome IX. Sur l'instruction publique
  - Tome X. Mélanges de littérature et de philosophie Tome X. Lettres d'un théologien à l'auteur des trois siècles
  - Tome XI. Mélanges de politique tome XI. Réflexions sur la jurisprudence criminelle
  - Tome XII. Lettres d'un bourgeois de New-Heaven à un citoyen de Virginie, sur l'inutilité de partager le pouvoir législatif entre plusieurs corps
  - Tome XIII. Mélanges de politique. Sur les assemblées provinciales. Première partie
  - Tome XIV. Mélanges de politique. Sur les assemblées provinciales. Seconde partie
  - Tome XVI. Fragment sur la liberté de la presse
  - Tome XVII. Mélanges de politique tome XVII. De l'influence d'un monarque et d'une cour sur les mœurs d'un peuple libre
  - Tome XVIII. Sur le sens du mot révolutionnaire
  - Tome XIX. Lettre d'un laboureur de Picardie, à M. N***. Auteur prohibitif, à Paris
  - Tome XX. Mélanges d'economie politique Tome XX. Plan d'un emprunt publique, avec des hypothèques spéciales
  - Tome XXI. Sur les caisses d'accumulation
- Œuvres de Condorcet, publiées par A. Condorcet O'Connor et M. F. Arago, Paris, Firmin Didot frères (rue Jacob, no 56), 1847-1849, 12 volumes (lire en ligne sur Gallica).
- Correspondance inédite de Condorcet et de Turgot, 1770-1779, publiée avec des notes et une introduction d'après les autographes de la collection Minoret et les manuscrits de l'Institut, par M. Charles Henry, Paris, Charavay frères, 1883.
- Correspondance inédite de Condorcet et Madame Suard 1771-1791, Élisabeth Badinter (éd.), Paris, Fayard, 1988.
- Inventaire Condorcet, inventaire de la correspondance et des manuscrits de Condorcet, dirigé par Nicolas Rieucau, en ligne.

### Ouvrages de Condorcet en ligne
- Inventaire Condorcet, inventaire de la correspondance et des manuscrits de Condorcet
- Manuscrit de Condorcet « Sur les raisons qui m'ont empêché de croire au magnétisme animal [de Mesmer] », texte en ligne et analysé sur BibNum
- Moyens d'apprendre à compter sûrement et avec facilité, numérisé par le service commun de la documentation de l'université de Strasbourg
- « Rapport et projet de décret relatifs à l'organisation générale de l'instruction publique : Présentation à l'Assemblée législative : 20 et 21 avril 1792 », sur Assemblée nationale.
- Liste d'ouvrages de Condorcet, sur Université du Québec à Chicoutimi

## Pour approfondir

#### Biographies et ouvrages généraux
- Élisabeth Badinter et Robert Badinter, Condorcet (1743-1794) : un intellectuel en politique, Paris, Fayard, 1988, 658 p. (ISBN 2-213-01873-1).  Nouvelle édition revue et augmentée : Élisabeth Badinter et Robert Badinter, Condorcet (1743-1794) : un intellectuel en politique, Librairie générale française, coll. « Le Livre de poche » (no 6775), 2001, 765 p. (ISBN 2-253-05327-9).
- Anne-Marie Chouillet et Pierre Crepel (dir.), Condorcet : homme des Lumières et de la Révolution, Lyon, ENS Éditions, 1997 (EAN 9782902126194, lire en ligne). 
  - Simone Chamoux, « L'ascendance dauphinoise de Condorcet », dans op.cité, 1997, p. 19-29;
  - Horst Dippel, « Condorcet et la discussion des constitutions américaines en France avant 1789 », dans op. cité, 1997, p. 201-206.
- Jean-Paul de Lagrave (dir.), Condorcet (1743-1794) : le condor des Lumières, Montréal : Département de philosophie, UQAM, 1993, 340 p.
- P. Crépel, Chr. Gilain (dir.), Condorcet : mathématicien, économiste, philosophe, homme politique, colloque international, Paris, S.I. Minerve, 1989.
- Franck Alengry, Condorcet : Guide de la révolution française - Théoricien du droit constitutionnel et Précurseur de la science sociale, Slatkine reprints (1971), 1904, (lire en ligne sur Gallica).
- François Arago, Biographie de Marie-Jean-Antoine-Nicolas Caritat de Condorcet, lue à la séance publique du 28 décembre 1841, dans Mémoires de l'Académie des sciences de l'Institut de France, Gauthier-Villars, Paris, 1849, tome 20, p. I-CXIII lire en ligne sur Gallica ; Œuvres complètes de François Arago, 1854, 2, p. 117-246. Biographie lue par extraits en séance publique de l'Académie des sciences, le 28 décembre 1841.

#### Ouvrages sur l'activité et les œuvres de Condorcet
- Keith Michael Baker (trad. Michel Nobile, préf. François Furet), Condorcet : raison et politique [« Condorcet : From Natural Philosophy to Social Mathematics »], Paris, Hermann, 1988, XVI-623 p. (ISBN 2-7056-6090-9, présentation en ligne), [présentation en ligne], [présentation en ligne], [présentation en ligne]
- Hélène Delsaux, Condorcet journaliste : 1790-1794, Paris, H. Champion, 1931 (lire en ligne sur Gallica).
- Charles Coutel, Condorcet : instituer le citoyen, Paris, Le Bien commun, 1996.
- Jean-François Dominé, « Saint-Just, Vergniaud et le projet de Constitution de Condorcet : une approche rhétorique », dans Jean-Paul Bertaud, Françoise Brunel, Catherine Duprat...[et al.] (dir.), Mélanges Michel Vovelle : sur la Révolution, approches plurielles / volume de l'Institut d'histoire de la Révolution française, Paris, Société des Études Robespierristes, coll. « Bibliothèque d'histoire révolutionnaire. Nouvelle série » (no 2), 1997, XXVI-598 p. (ISBN 2-908327-39-2), p. 227-232
- Joffre Dumazedier et Éric Donfu, La Leçon de Condorcet, une conception oubliée de l'instruction pour tous nécessaire à une République, Paris, L'Harmattan, 1994
- Gilles Gaston Granger, La Mathématique sociale du marquis de Condorcet, Paris, Hermann, 1989 (2e édition)
- François Hincker, « Condorcet, chroniqueur parlementaire », dans Jean-Paul Bertaud, Françoise Brunel, Catherine Duprat… [et al.] (dir.), Mélanges Michel Vovelle : sur la Révolution, approches plurielles / volume de l'Institut d'histoire de la Révolution française, Paris, Société des études robespierristes, coll. « Bibliothèque d'histoire révolutionnaire. Nouvelle série » (no 2), 1997, XXVI-598 p. (ISBN 2-908327-39-2), p. 219-226
- Catherine Kintzler, Condorcet, l’instruction publique et la naissance du citoyen, Paris, Folio-Essais, 1987
- Bernard Jolibert, « Profils d'éducateurs : Condorcet (1743-1794) », Perspectives : revue trimestrielle de l'éducation, Paris, UNESCO, vol. XXII, no 2 (82),‎ 1992, p. 275-284 (lire en ligne)
- Anne-Cécile Mercier, « Le référendum d'initiative populaire : un trait méconnu du génie de Condorcet », Revue française de droit constitutionnel 3/2003 (no 55), p. 483-512
- Henri de Montfort, Les Idées de Condorcet sur le suffrage, Société française d’imprimerie et de librairie, Poitiers, 1915 ; réédition Slatkine, Genève, 1970
- Antoine Diannyere, Condorcet (Notice sur la vie et les ouvrages de Condorcet, suivie de conseils à sa fille), Le Livre d'histoire-Lorisse, Paris 2000  (ISBN 2-84435-180-8)
- Madeleine Arnold-Tétard, Sophie de Grouchy, marquise de Condorcet, la dame de cœur, préface du professeur Jean Paul De Lagrave, éditions Christian, 2006
- Jean de Viguerie, Les Pédagogues, Paris, Le Cerf, 2011
- (en) David Williams, Condorcet and modernity, Cambridge University Press, 2004 (DOI 10.1017/CBO9780511490798).
- Jacques Poujol, « Aux sources de l'Édit de 1787 : une étude bibliographique », Bulletin de la Société de l'Histoire du Protestantisme Français (1903-2015), vol. 133,‎ 1987, p. 343-384 (JSTOR 4296248).
- Sur la monnaie et les assignats
  - Christian Charlet, « Condorcet, inspecteur général des Monnaies de France (1775-1790) », dans Pierre Crépel (dir.), Condorcet : Homme des Lumières et de la Révolution, ENS Éditions, 1997 (ISBN 9791036203633, DOI 10.4000/books.enseditions.23843). 
  - Lucien Gillard, « Condorcet, deux autres paradoxes ? », Annales. Histoire, Sciences Sociales, nos 51/1,‎ 1996, p. 201-214 (DOI 10.3406/ahess.1996.410840, lire en ligne). 
  - Marcel Dorigny, « Condorcet et les assignats : présentation », Dix-Huitième Siècle, no 28,‎ 1996, p. 289-290 (DOI 10.3406/dhs.1996.2115). 
  - Manuela Albertone, « Les fondements d'un refus (1789-1791) », Dix-Huitième Siècle, no 28,‎ 1996, p. 291-300 (DOI 10.3406/dhs.1996.2116). 
  - Jean-Nicolas Rieucau, « Défaillance instrumentale et défiance généralisée. Le débat de 1790 », Dix-Huitième Siècle, no 28,‎ 1996, p. 301-314 (DOI 10.3406/dhs.1996.2117). 
  - Marcel Dorigny, François Hincker et Monique Hincker, « Le ralliement aux assignats. Étapes et modalités (1791-1792) », Dix-Huitième Siècle, no 28,‎ 1996, p. 315-324 (DOI 10.3406/dhs.1996.2118).
- Sur les statistiques
  - Bernard Bru, (1988). « Condorcet, statistique mathématique et théorie de la connaissance ». Revue de Synthèse, CXIX.
  - (en) K. M. Baker (1975). Condorcet: From Natural Philosophy to Social Mathematics. The University of Chicago Press.
  - Éric Brian (1994). La mesure de l’État. Éditions Albin Michel.  (ISBN 9782226068705)
  - Pierre Crépel (1988). « Condorcet et l'estimation statistique ». Statistique et analyse des données, 13(2), 43-64. Disponible sur NUMDAM.
  - (en) Charles Gillispie (1972). « Probability and Politics: Laplace, Condorcet, and Turgot ». Proceedings of the American Philosophical Society, 116(1).
  - Gilles Gaston Granger (1956). La mathématique sociale du marquis de Condorcet. Presses universitaires de France.

### Filmographie
- Condorcet, de Michel Soutter (1989), mini-série télévisée d'après l'œuvre de Robert et Élisabeth Badinter, avec Pierre Arditi dans le rôle-titre.

#### Bases de données et dictionnaires
- Ressources relatives à la recherche :   - Biodiversity Heritage Library
  - Les Classiques des sciences sociales
  - La France savante
  - Isidore
  - Mathematics Genealogy Project
  - Persée
- Ressources relatives aux beaux-arts :   - British Museum
  - National Portrait Gallery
  - Union List of Artist Names
- Ressource relative à plusieurs domaines :   - Répertoire du patrimoine culturel du Québec
- Ressource relative à la littérature :   - Académie française (membres)
- Ressource relative à la santé :   - Bibliothèque interuniversitaire de santé
- Ressource relative à la vie publique :   - Base Sycomore
- Notices dans des dictionnaires ou encyclopédies généralistes :   - Britannica
  - Brockhaus
  - Den Store Danske Encyklopædi
  - Deutsche Biographie
  - Gran Enciclopèdia Catalana
  - Hrvatska Enciklopedija
  - Internetowa encyklopedia PWN
  - Larousse
  - Nationalencyklopedin
  - Proleksis enciklopedija
  - Store norske leksikon
  - Treccani
  - Universalis
  - Visuotinė lietuvių enciklopedija
- Notices d'autorité :   - VIAF
  - ISNI
  - BnF (données)
  - IdRef
  - LCCN
  - GND
  - Italie
  - Japon
  - CiNii
  - Espagne
  - Belgique
  - Pays-Bas
  - Pologne
  - Israël
  - NUKAT
  - Catalogne
  - Suède
  - Vatican